# ایشا هوگن-روچستر
اِیشا هوگن-روچستر (انگلیسی: Asia Hogan-Rochester؛ زادهٔ ۲۰ آوریل ۱۹۹۹) بازیکن زن راگبی ۷ نفره اهل کانادا است.
وی در مسابقات کشوری و بین‌المللی در مجموع برندهٔ ۱ مدال طلا، ۱ مدال نقره شده است.